# Корень лёгкого
Корень лёгкого (лат. radix pulmonis) — комплекс анатомических структур, проходящих через ворота лёгкого и соединяющих лёгкое с органами средостения.

## Анатомия
Располагается несколько выше и сзади от центра медиастинальной поверхности каждого лёгкого. Корень лёгкого формируется главным бронхом, лёгочной артерией, лёгочными венами, бронхиальными артериями и венами, нервными сплетениями, лимфатическими сосудами и лимфатическими узлами, окружёнными рыхлой соединительной тканью и покрытыми плеврой. Клетчатка, окружающая структуры корня лёгкого, сообщается с клетчаткой среднего средостения, что имеет значение при распространении инфекции.
Корень правого лёгкого располагается сзади от верхней полой вены и части правого предсердия, снизу от непарной вены. Корень левого лёгкого проходит под дугой аорты и спереди от нисходящей аорты. Лёгочные вены занимают наиболее низкое расположение в воротах лёгких. В корне правого лёгкого сзади и кверху от верхней лёгочной вены располагается лёгочная артерия, позади и выше которой проходит главный бронх, под которым из ворот выходит нижняя лёгочная вена. В корне левого лёгкого бронх располагается сзади и выше лёгочной вены, а артерия перекидывается над бронхом спереди назад.

## Рентгеноанатомия
В тени корней лёгких на рентгенограмме различают верхнюю часть (головку), среднюю (тело) и нижнюю (хвост корня). Эти теневые структуры не являются отражением истинной анатомии корней, однако имеют практическое значение для оценки их рентгеноморфологии. Правый корень имеет вид искривлённой лентовидной тени средней интенсивности, суживающейся книзу. Верхняя граница корня определяется на уровне переднего отрезка II ребра — II межреберья. Головка корня левого лёгкого располагается на одно ребро выше правого, левый корень как правило частично скрыт тенью сердца. Между тенью корня и тенью средостения прослеживается просветление, образованное промежуточным и нижнедолевым бронхами. Ширина тени артериального ствола корня в норме равна ширине просветления, обусловленного бронхами, и не превышает 15 мм.